# سجن كاجانغ
سجن كاجانغ المعروف سابقًا باسم سجن سيلانجور المركزي هو سجن يقع في سونجاي جيلوك، سيلانجور، ماليزيا أثناء جائحة كوفيد-19 في ماليزيا في أوائل عام 2022، اشتبه في إصابة 18 سجينًا بآثار جانبية بعد تناول لقاح كوفيد-19، وتوفي اثنان منهم نتيجة لذلك.

## السجناء البارزين
- مايكل دينيس ماكوليف، تم إعدامه.[4]
- زين الزمان محمد جسدي، أُعدم شنقًا بتهمة قتل المذيع التلفزيوني الشهير إنتان يوسنيزا محمد يونس عام 1991.[5]
- منى فندي، أعدمت في عام 2001 مع زوجها ومساعدها.[6]
- أريفين أغاس، حارس الأمن السابق الذي أدين بارتكاب جرائم القتل في شارع جالان توري عام 1992 وتم إعدامه شنقًا في 27 ديسمبر 2002.[7]
- حنفي حسن، سائق حافلة سابق وقاتل مدان، تم إعدامه شنقًا في 19 ديسمبر 2008 بتهمة قتل نور سزيلي مختار.[8]
- أحمد نجيب بن عريس، مغتصب وقاتل كاني أونج، أعدم في 23 سبتمبر 2016.[9]
- نجيب عبد الرزاق، رئيس وزراء ماليزي سابق يقضي حاليًا حكمًا بالسجن لمدة 12 عامًا وغرامة قدرها 210 ملايين رينغيت ماليزي لثلاث تهم تتعلق بانتهاك الثقة بموجب المادة 409 من قانون العقوبات، و3 تهم تتعلق بغسل الأموال بموجب المادة 4 (1) (ب) من قانون مكافحة غسل الأموال وقانون مكافحة تمويل الإرهاب وقانون عائدات الأنشطة غير القانونية، وتهمة واحدة تتعلق بإساءة استخدام السلطة بموجب المادة 23 من قانون لجنة مكافحة الفساد الماليزية لعام 2009 اعتبارًا من 23 أغسطس 2022.[10]
- بو أزمان.